# Jean-François Allard (militare)
Jean-François Allard (Saint-Tropez, 8 marzo 1785 – Peshawar, 23 gennaio 1839) è stato un militare e avventuriero francese.
Allard prestò servizio nell'esercito di Napoleone Bonaparte. Durante il suo servizio fu ferito due volte. Fu insignito della Legion d'onore e fu promosso al grado di capitano del 7º Reggimento Ussari. Divenne aiutante di campo del maresciallo Brune.
Dopo la battaglia di Waterloo Allard andò all'estero. Si recò in Persia, dove incontrò il principe ereditario Abbas Mirza, cui offrì i suoi servizi. Gli fu promesso il grado di colonnello, ma non ricevette mai le truppe corrispondenti al suo grado
Nel 1820 Allard si recò nel Punjab, dove nel 1822, insieme all'italiano Jean-Baptiste Ventura, entrò al servizio del maharaja Ranjit Singh. Ad Allard e Ventura si unirono quattro anni dopo il napoletano Paolo Avitabile e il francese Claude Auguste Court. Per un certo periodo prestò servizio con loro anche uno spagnolo di nome Oms. Allard ricevette da Ranjit Singh l'incarico di formare un corpo di dragoni e lancieri. Al termine di questo compito, Allard fu insignito del grado di generale e divenne il comandante del corpo di ufficiali europei al servizio del maharaja. Mentre era al servizio di Ranjit Singh, si innamorò della principessa Bannu Pan Dei, originaria dell'attuale Himachal Pradesh. Si sposarono ed ebbero sette figli. Nel 1835, Allard tornò insieme alla moglie a Saint-Tropez, sua città natale, dove costruì il Pan Dei Palais. Il governo francese lo nominò incaricato d'affari a Lahore. Quando nel 1836 tornò in India, per prestare nuovamente servizio nell'esercito del maharaja, lasciò Pan Dei a Saint-Tropez, temendo che lei potesse sottoporsi alla pratica del sati nel caso lui morisse in India.
Continuò a servire Ranjit Singh fino alla sua morte per malattia, avvenuta nel 1839. Fu sepolto a Lahore.
Allard era un uomo affascinante e gentile, molto diverso da altri mercenari europei presenti nel Punjab. Si sforzò di imparare il persiano e si dice che abbia composto poesie in questa lingua. Fu un numismatico dilettante e contribuì notevolmente ai primi studi sulle monete dell'antica India.
Allard, oltre ad essere insignito della Legion d'onore da Napoleone Bonaparte, fu insignito anche del Kaukab-i-Iqbal-i-Punjab ("Stella Luminosa del Punjab") da Ranjit Singh.